# (1985) Hopmann
(1985) Hopmann es un asteroide perteneciente al cinturón de asteroides descubierto por Karl Wilhelm Reinmuth el 13 de enero de 1929 desde el observatorio de Heidelberg-Königstuhl, Alemania.

## Designación y nombre
Hopmann se designó inicialmente como 1929 AE.
Más tarde fue nombrado en honor del astrónomo alemán Josef Hopmann (1890-1975).

## Características orbitales
Hopmann orbita a una distancia media del Sol de 3,124 ua, pudiendo alejarse hasta 3,603 ua y acercarse hasta 2,644 ua. Su inclinación orbital es 17,16° y la excentricidad 0,1535. Emplea 2016 días en completar una órbita alrededor del Sol.